# Adagio (francuski zespół muzyczny)
Adagio – francuska grupa muzyczna grająca muzykę, którą określić można jako połączenie metalu progresywnego i symfonicznego. Grupa powstała w 1997 r., kiedy to Stéphan Forté skomponował pierwsze instrumentalne demo pt. Visions (ang. Wizje).

## Muzycy
Obecny skład zespołu
- Franck Hermanny – gitara basowa (od 2000)
- Stéphan Forté – gitara (od 2000)
- Kévin Codfert – instrumenty klawiszowe (od 2003)
- Eric Lebailly – perkusja (od 2004)

Byli członkowie zespołu
- Vitalij Kuprij – instrumenty klawiszowe
- Dirk Bruinenberg – perkusja (2000-2004)
- Richard Andersson – instrumenty klawiszowe (2000-2003)
- David Readman – śpiew (2000-2004)
- Gus Monsanto – śpiew (2004-2008)
- Christian Palin – śpiew (2008-2010)
- Mats Levén – śpiew (2010-2011)
- Kelly Sundown Carpenter – śpiew

## Dyskografia
- Visions (demo, 1997)
- Sanctus Ignís (2001)
- Underworld (2003)
- A Band in Upperworld (album na żywo, 2004)
- Dominate (2005)
- Archangels In Black (2009)
- Life (2017)